# Алонсо Сапата
Алонсо Сапата Рамірес (ісп. Alonso Zapata Ramirez; 28 серпня 1958) — колумбійський шахіст i шаховий тренер (Старший тренер ФІДЕ від 2004), перший гросмейстер в історії цієї країни (звання здобув 1984 року).

## Шахова кар'єра
Від кінця 70-х років ХХ століття належав до числа провідних колумбійських шахістів. 1977 року здобув у Інсбруку звання віце-чемпіона світу серед юнаків до 20-ти років (позаду Артура Юсупова), а також уперше виступив у фіналі чемпіонату країни в особистому заліку, здобувши бронзову медаль. У 1980, 1981, 1995 (разом з Гільдардо Гарсією), 1996, 2000, 2002 i 2004 роках сім разів перемагав на чемпіонаті Колумбії, крім того від 1978 до 2002 року 11 разів (зокрема вісім разів на першій шахівниці) представляв свою країну на шахових олімпіадах, здобувши 81½ очок у 141 партії. Неодноразово брав участь у розіграшах циклу чемпіонатів світу, зокрема, тричі в міжзональних турнірах (найкращий результат — 1987 Суботиця посів 11-те місце), а також двічі на чемпіонатах світу ФІДЕ, які проходили за олімпійською системою (обидва рази вибув у 1-му колі програвши: 1999 року — Левові Псахісу, a 2001 року — Емілеві Сутовському).
Алонсо Сапата досягнув низки успіхів на міжнародних турнірах, виграв чи поділив 1-ше місце, зокрема, в таких містах як: Баямо (1984 i 1990), Тунха (1984, разом з Георгієм Агзамовим), Гавана (1986, разом з Гільєрмо Гарсією Гонсалесом), Амстердам (1986, турнір OHRA–B), Медельїн (1987), Біль (1988, турнір B), Калі (1990, зональний турнір),
Лінарес (1992, разом з Жаймі Суніє Нето), Матансас (1994, Меморіал Капабланки, разом з Люкові Ван Велі i Ентоні Майлсом), Мар-дель-Плата (1996) а також в Сантус (2001, разом з Жилберто Мілошем). Значним успіхом Сапати було 5-те місце на чемпіонаті Америки, який відбувся в 2001 року в Калі (позаду Олексія Єрмолинського, Олександра Гольдіна, Леньєра Домінгеса i Бориса Гулько). 2006 року поділив 2-ге місце в Коамо (після Віктора Михалевського, разом з Яаном Ельвестом), крім того 2007 року повторив цей успіх у Мехіко (позаду Хуана Карлоса Гонсалеса Самори, разом із, зокрема, Мануелем Леоном Ойосом i Євгеном Перельштейном), а також Мериді (позаду Акселя Бахманна, разом з Ольденом Ернандесом Карменатесом, Лазаро Брузоном, Гільберто Ернандесом Геррерою i Франком де ла Пасом Пердомо). 2008 року поділив 2-ге місце в Аґуаскальєнтесі (після Ніколи Міткова, разом із, зокрема, Лазаро Брузоном i Юньєскі Кесадою Пересом).
Найвищий рейтинг у кар'єрі мав 1 січня 1993 року, досягнувши 2580 пунктів ділив тоді 68-75-те місця у рейтинг-листі ФІДЕ, водночас посідав 1-ше місце серед колумбійських шахістів.

## Зміни рейтингу
| На цьому місці має відображатися графік чи діаграма, однак з технічних причин його відображення наразі вимкнено. Будь ласка, не видаляйте код, який викликає це повідомлення. Розробники вже працюють для того, щоби відновити штатне функціонування цього графіка або діаграми. | |
| | На цьому місці має відображатися графік чи діаграма, однак з технічних причин його відображення наразі вимкнено. Будь ласка, не видаляйте код, який викликає це повідомлення. Розробники вже працюють для того, щоби відновити штатне функціонування цього графіка або діаграми. |